# Specie di Adenophora
Elenco delle specie di Adenophora:

## A
- Adenophora amurica C.X.Fu & M.Y.Liu, 1986

## B
- Adenophora brevidiscifera D.Y.Hong, 1983

## C
- Adenophora capillaris Hemsl., 1889
- Adenophora changaica Gubanov & Kamelin, 1988
- Adenophora coelestis Diels, 1912
- Adenophora contracta (Kitag.) J.Z.Qiu & D.Y.Hong, 1990
- Adenophora cordifolia D.Y.Hong, 1983

## D
- Adenophora dawuensis D.Y.Hong, 2015
- Adenophora delavayi (Franch.) D.Y.Hong, 2015
- Adenophora divaricata Franch. & Sav., 1878

## E
- Adenophora elata Nannf., 1930

## F
- Adenophora fusifolia Y.N.Lee, 2004

## G
- Adenophora gmelinii (Biehler) Fisch., 1823
- Adenophora golubinzevaeana Reverd., 1935
- Adenophora grandiflora Nakai, 1909

## H
- Adenophora hatsushimae Kitam., 1940
- Adenophora himalayana Feer, 1890
- Adenophora hubeiensis D.Y.Hong, 1983

## I
- Adenophora × izuensis H.Ohba & S.Watan., 1998

## J
- Adenophora jacutica Fed., 1957
- Adenophora jasionifolia Franch., 1895

## K

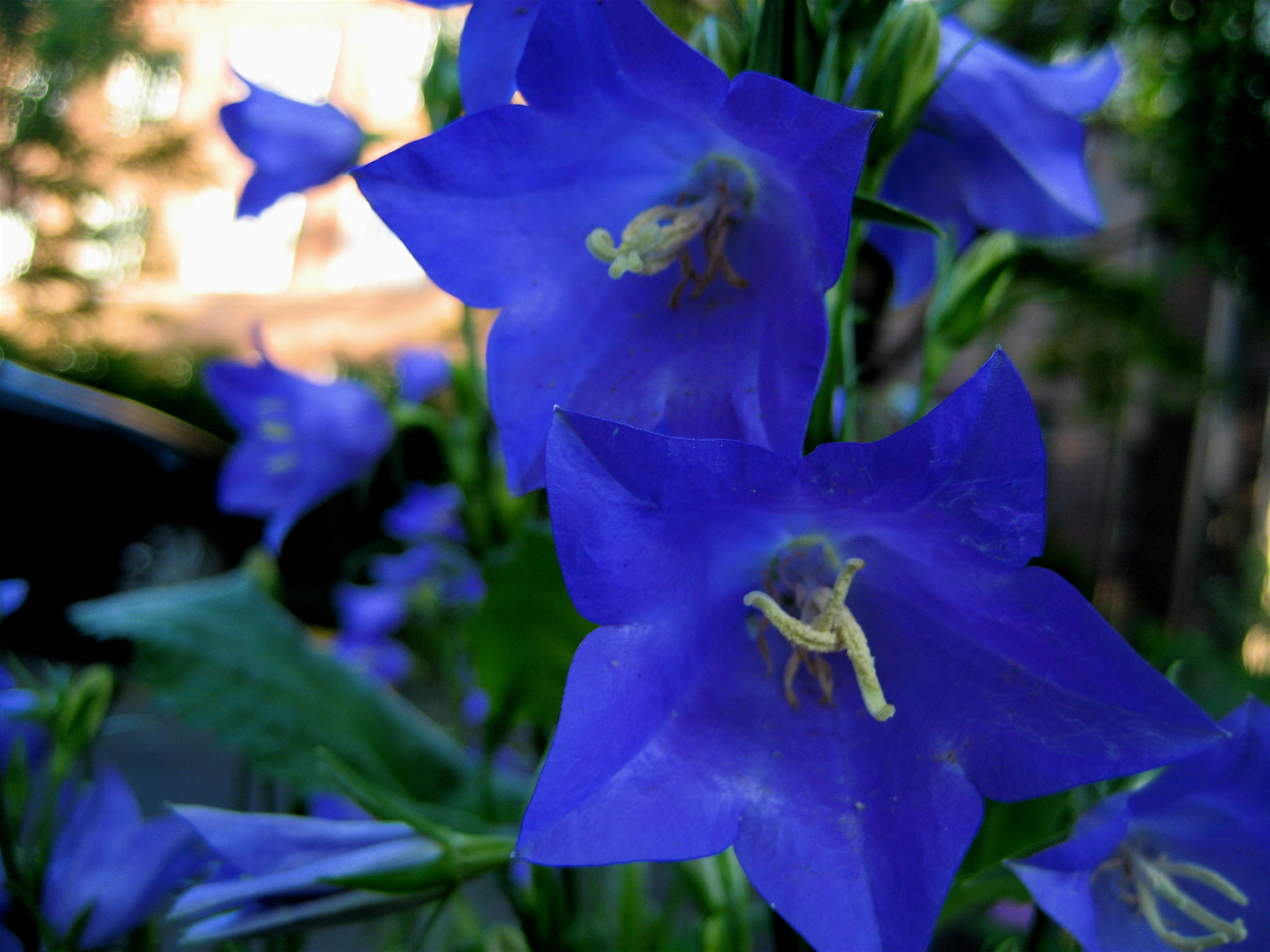
Adenophora khasiana

- Adenophora khasiana (Hook.f. & Thomson) Oliv. ex Collett & Hemsl., 1890

## L
- Adenophora lamarckii Fisch., 1823

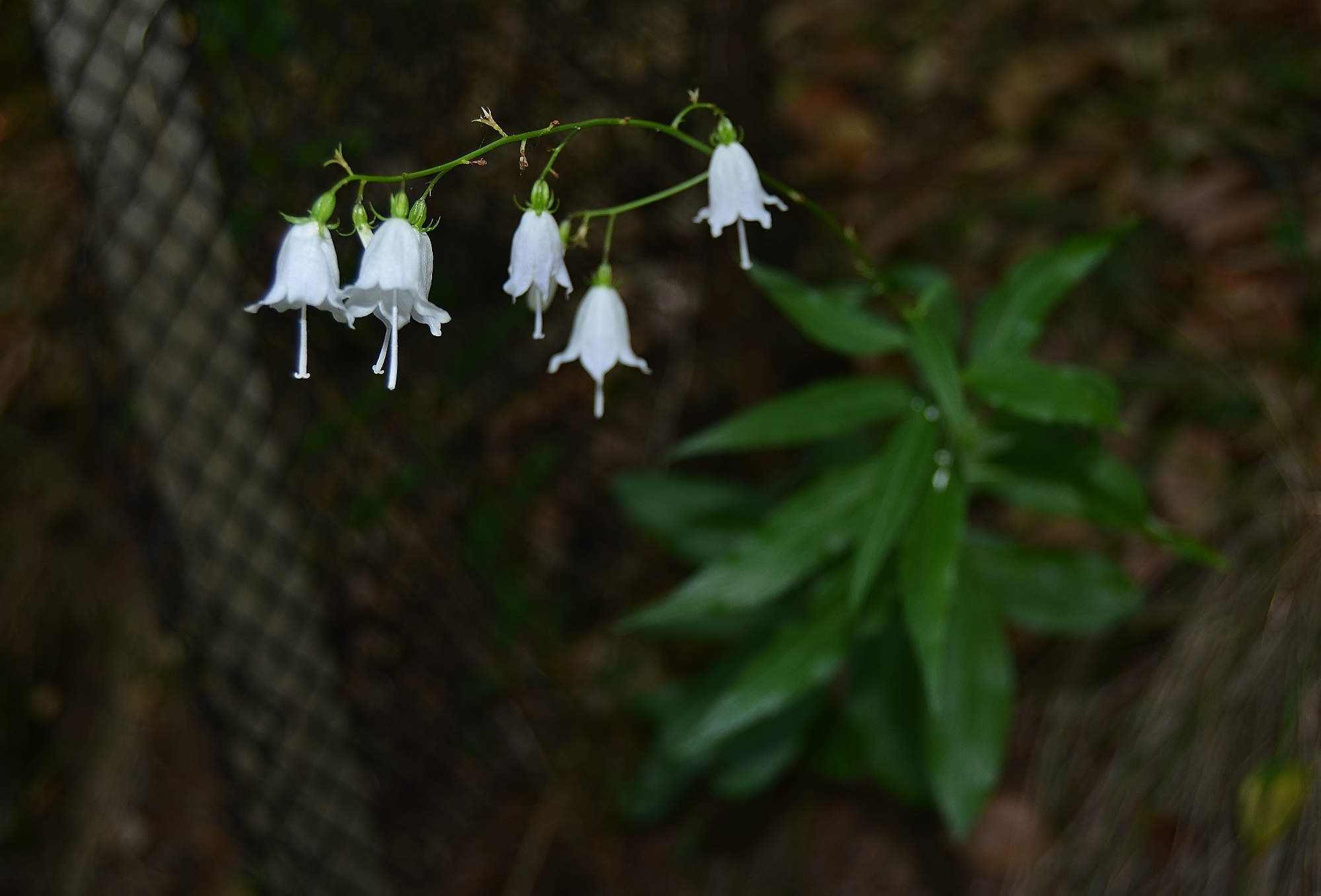
Adenophora liliifolia

- Adenophora liliifolia (L.) A.DC., 1830
- Adenophora liliifolioides Pax & K.Hoffm., 1922
- Adenophora linearifolia D.Y.Hong, 2015
- Adenophora lobophylla D.Y.Hong, 1983
- Adenophora longipedicellata D.Y.Hong, 1983

## M
- Adenophora maximowicziana Makino, 1892
- Adenophora micrantha D.Y.Hong, 1983
- Adenophora morrisonensis Hayata, 1911

## N

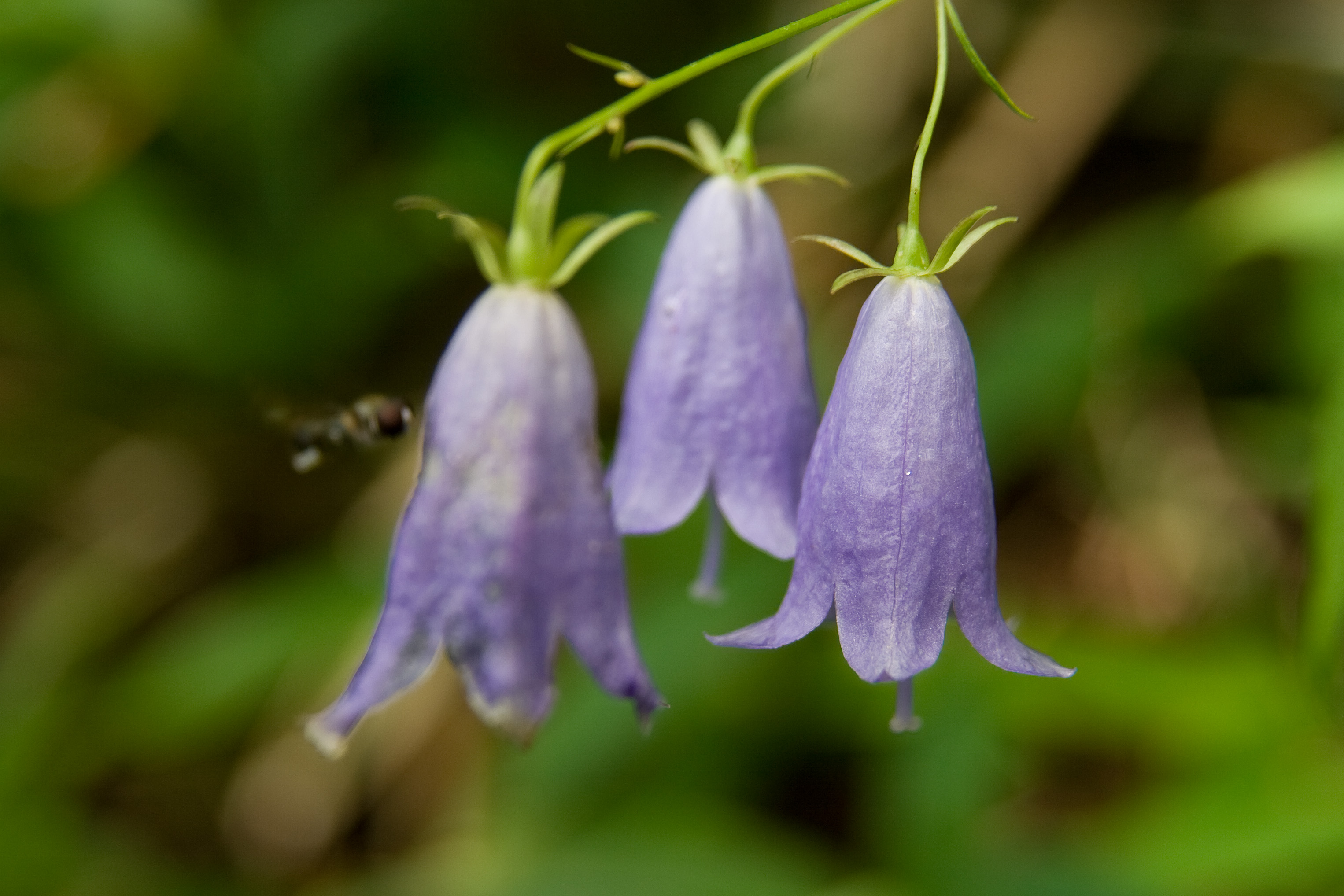
Adenophora nikoensis

- Adenophora nikoensis Franch. & Sav., 1878
- Adenophora ningxianica S.Ge & D.Y.Hong, 1999

## P
- Adenophora palustris Kom., 1899

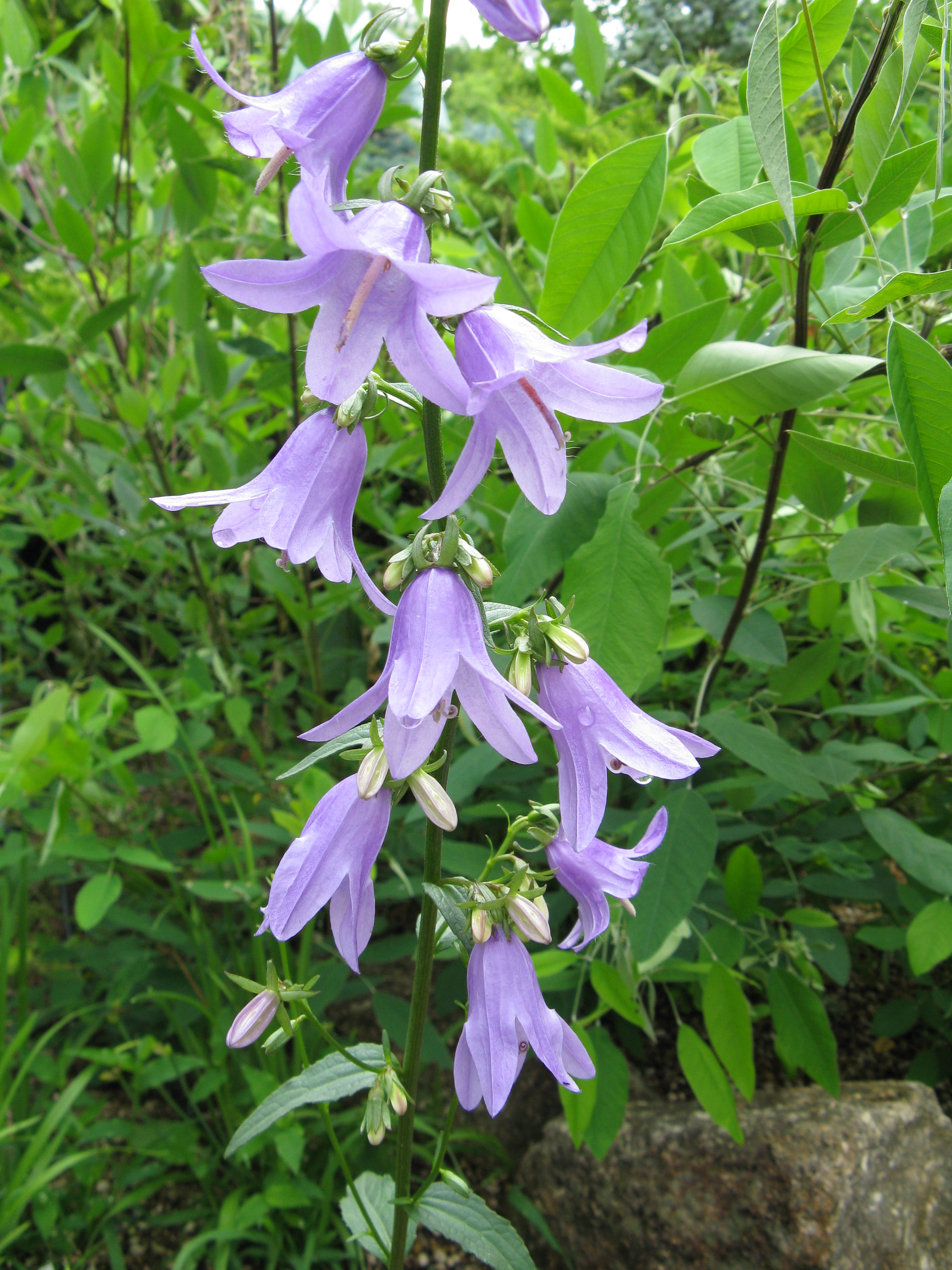
Adenophora pereskiaefolia

- Adenophora pereskiifolia (Fisch. ex Schult.) G.Don, 1830
- Adenophora petiolata Pax & K.Hoffm., 1922
- Adenophora pinifolia Kitag., 1935
- Adenophora polyantha Nakai, 1909
- Adenophora potaninii Korsh., 1894
- Adenophora probatovae A.E.Kozhevn., 2004

## R
- Adenophora remotidens Hemsl., 1889

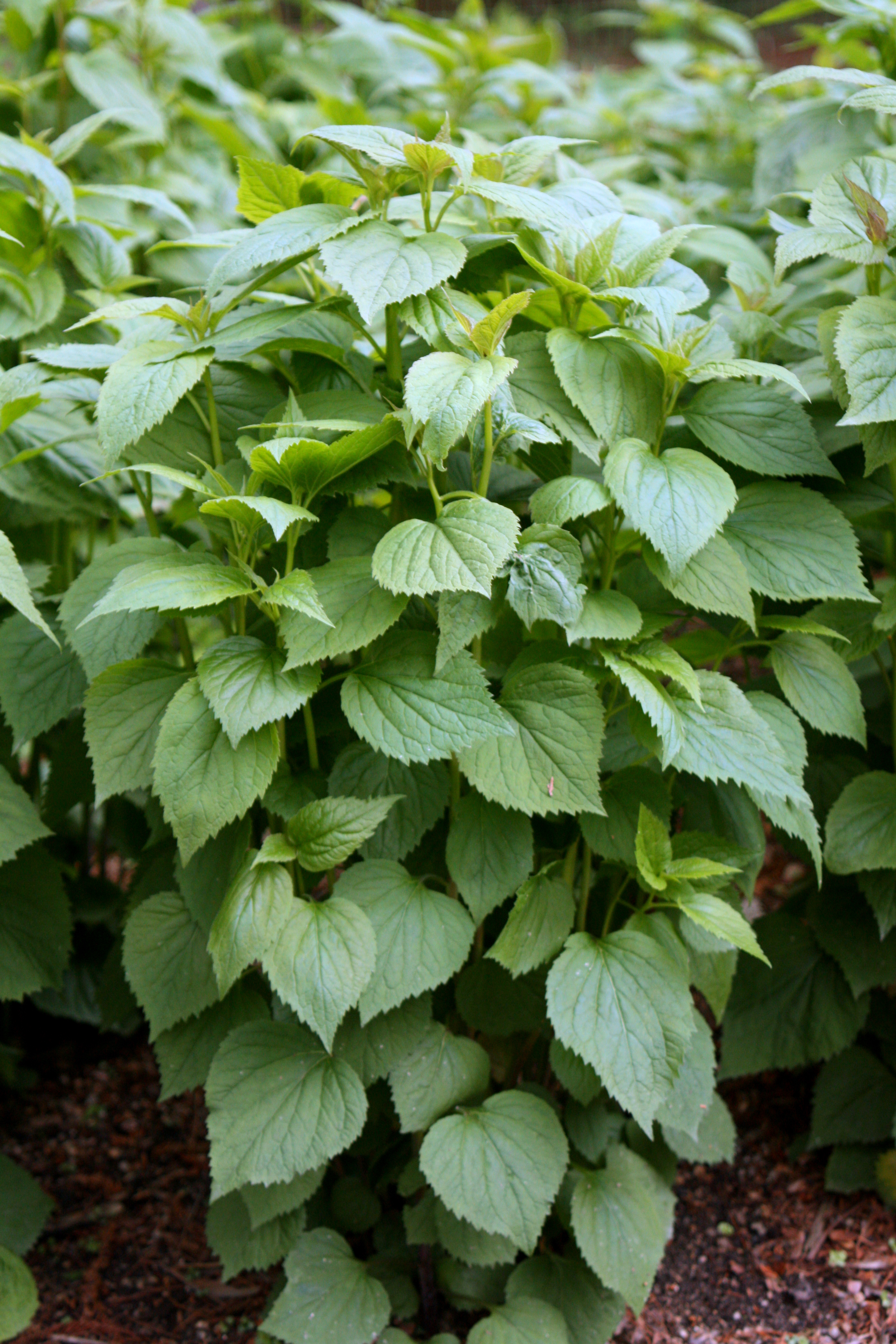
Adenophora remotiflora

- Adenophora remotiflora (Siebold & Zucc.) Miq., 1866
- Adenophora rupestris Reverd., 1935
- Adenophora rupincola Hemsl., 1889

## S
- Adenophora sajanensis Stepanov, 2005
- Adenophora sinensis A.DC., 1830
- Adenophora stenanthina (Ledeb.) Kitag., 1939
- Adenophora stenophylla Hemsl., 1889
- Adenophora stricta Miq., 1866
- Adenophora subjenisseensis (Kurbatsky) A.V.Grebenjuk, 2012
- Adenophora sublata Kom., 1926

## T

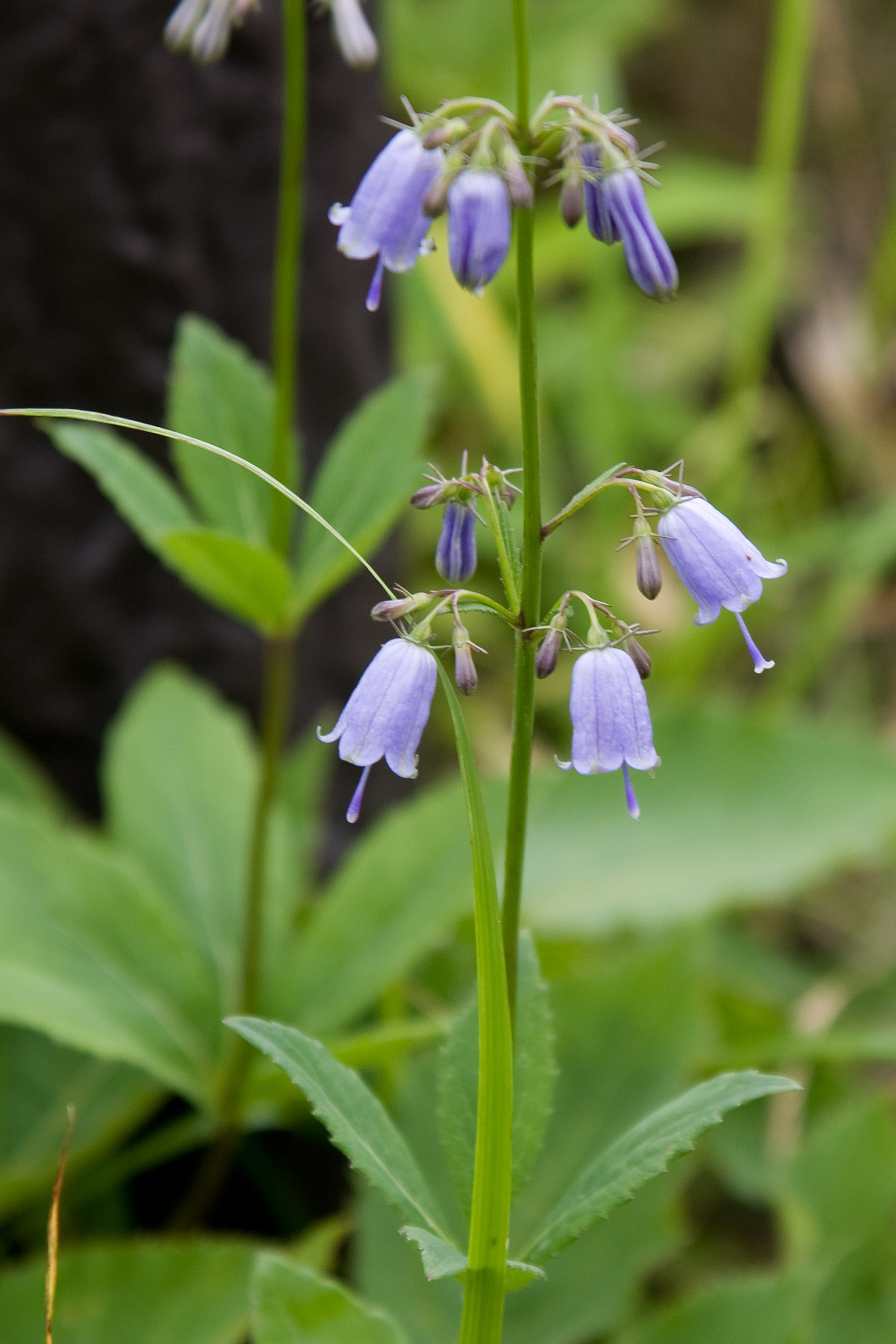
Adenophora triphylla

- Adenophora taiwaniana S.S.Ying, 2019
- Adenophora takedae Makino, 1906
- Adenophora taquetii H.Lév., 1913
- Adenophora tashiroi (Makino & Nakai) Makino & Nakai, 1911
- Adenophora taurica (Sukaczev) Juz., 1950
- Adenophora trachelioides Maxim., 1859
- Adenophora tricuspidata (Fisch. ex Schult.) A.DC., 1830
- Adenophora triphylla (Thunb.) A.DC., 1830

## U
- Adenophora uryuensis Miyabe & Tatew., 1935

## W
- Adenophora wilsonii Nannf., 1936
- Adenophora wulingshanica D.Y.Hong, 1983

## X
- Adenophora xifengensis (P.F.Tu & Y.S.Zhou) P.F.Tu & Y.S.Zhou, 1998